# Rugby a 15 nel 1978

Una fase dell'incontro fra Italia e Unione Sovietica (9-11) a Roma, 18 novembre 1978, valevole per la 1ª divisione della Coppa FIRA 1978-1979

Nel 1978, la scena del rugby a 15 è dominata dagli All Blacks che nel tour di fine anno superano tutte e quattro le squadre britanniche, conquistando il "Grande Slam", che non riotterranno più sino al 2005.
L'Argentina di Hugo Porta conquista un prestigioso pareggio a Londra, contro la selezione inglese, ma poi cede a sorpresa all'Italia, guidata dal nuovo allenatore Pierre Villepreux.
Il Galles conquista il "Grande Slam" nel Cinque Nazioni.

## Attività internazionale

### I tour di metà anno
A metà anno è tradizione che le selezioni di "rugby a 15", europee in particolare, ma non solo, si rechino fuori dall'Europa o nell'emisfero sud per alcuni test. Si disputano però anche molti incontri tra nazionali dello stesso emisfero Sud.
A dominare la scena in questo periodo dell'anno 1978 sono il tour di un ottimo Galles e i combattuti test tra un'Australia rinata e la Nuova Zelanda

### Altri test
| 29 aprile 1978 | Belgio | 22 – 18 | Royal Air Force |  |

| Malmö 20 maggio 1978 | Svezia | 40 – 3 | Danimarca |  |

| Baltimora 28 maggio 1978 | Stati Uniti | 12 – 7 | Canada |  |

| Varna 1º luglio 1978 | Germania Est | 3 – 46 | Unione Sovietica |  |

| Suva 22 luglio 1978 | Figi XV | 10 – 7 | Columbia Britannica |  |

| 1º agosto 1978 | Romania XV | 28 – 0 | Cecoslovacchia |  |

| Hilversum 26 novembre 1978 | Paesi Bassi | 10 – 3 | Belgio |  |

| 21 dicembre 1978 | Germania Est | 11 – 15 | Jugoslavia |  |

| Hilversum 1978 | Paesi Bassi | 0 – 19 | Scozia XV |  |

| Charkiv 1978 | Unione Sovietica | 28 – 13 | Polonia |  |

| Varna 1978 | Bulgaria | 18 – 8 | Germania Est |  |

| Varna 1978 | Germania Est | 3 – 17 | Cecoslovacchia |  |

| Varna 1978 | Bulgaria | 8 – 0 | Germania Est |  |

| Hilversum 1978 | Paesi Bassi | 52 – 9 | Danimarca |  |

| Nuku'alofa 1978 | Tonga | 18 – 9 | Samoa |  |

## I Barbarians
Nel 1978 la squadra ad inviti dei Barbarians ha disputato i seguenti incontri:
| Northampton 8 marzo 1978 | East Midlands | 12 – 40 | Barbarians |  |

| Cardiff 16 dicembre 1978 | Barbarians | 16 – 18 | Nuova Zelanda XV | Arms Park |

| Leicester 27 dicembre 1978 | Leicester Tigers | 18 – 6 | Barbarians | Welford Road |

## Campionati nazionali
- Africa

| Sudafrica | Currie Cup: | Northern Transvaal |

- Americhe

| Argentina   | Camp. di Buenos Aires   | San Isidro         |
|             | "Argentino de Mayores"  | Buenos Aires       |
| Brasile     | Campionato:             | SPAC (SP)          |
| Canada      | Campionato Provinciale: | British Columbia   |
| Stati Uniti | Campionato:             | Old Blues Berkeley |

- Europa

| Francia          | Campionato:               | Beziers               |
|                  | Challenge Yves du Manoir: | Narbonne              |
| Galles           | Campionato:               | Pontypridd RFC        |
|                  | WRU Challenge Cup:        | Swansea RFC           |
| Inghilterra      | Coppa:                    | Gloucester R.F.C.     |
|                  | Campionato delle Contee   | North Midlands        |
| Irlanda          | Interprovinciale          | Munster Rugby         |
| Italia           | Campionato:               | Treviso               |
| Scozia           | Campionato:               | Hawick                |
| Portogallo       | Portogallo (Coppa)        | Agronomia             |
| Romania          | Campionato:               | Farul Costanza        |
| Spagna           | Campionato:               | Atl. San Sebastian    |
|                  | Copa del Rey:             | CAU Madrid            |
| Unione Sovietica | Campionato:               | Aviator               |
|                  | Coppa:                    | Locomotivi (Tbilissi) |

- Oceania

| Nuovo Galles del Sud | Shute Shield:                     | Randwick   |
| Queensland           | Premier Rugby:                    | Brothers   |
| Nuova Zelanda        | National Provincial Championship: | Wellington |